# La grande promessa (film 1996)
La grande promessa (The Great White Hype) è un film del 1996 diretto da Reginald Hudlin, commedia satirica sul mondo del pugilato.

## Trama
Lo spietato organizzatore di eventi Fred Sultan (Samuel L. Jackson), più interessato all'aspetto economico che alla lealtà dello sport e stanco dei soliti incontri tra uomini di colore, decide di organizzare un evento, anche con mezzi poco leciti, per far sfidare il suo campione James 'The Grim Reaper' Roper (Damon Wayans) con il bianco e un po' stupido Terry Conklin (Peter Berg).